# Стражи Галактики. Часть 2 (саундтрек)
Стра́жи Гала́ктики. Часть 2: Улётный микс, часть 2 (оригинальный саундтрек) — альбом саундтреков к фильму Marvel Studios «Стражи Галактики. Часть 2» (2017). Альбом был выпущен лейблом Hollywood Records 21 апреля 2017 года и включает в себя песни из микстейпа Питера Квилла. В тот же день Hollywood Records выпустил отдельный альбом с оригинальной музыкой к фильму, написанной Тайлером Бейтсом, — Стражи Галактики. Часть 2 (оригинальный саундтрек). Альбом стал восьмым самым продаваемым альбомом 2017 года в США с тиражом в 600 000 копий.

## Разработка
В августе 2015 года Тайлер Бейтс объявил, что вернётся, чтобы написать музыку к второму фильму. Как и в случае с первым фильмом, Бейтс сначала написал часть партитуры, чтобы Джеймс Ганн мог снимать под музыку. Запись музыки началась в январе 2017 года в студии Abbey Road Studios. В августе 2014 года Джеймс Ганн перечислил «некоторые идеи, но ничего точно» в отношении песен, которые можно включить в микстейп Квилла Awesome Mix Vol. 2. По словам Ганна, из-за большой популярности альбома с песнями из первого фильма он боялся разочаровать фанатов при составлении плейлиста для этого микстейпа, вследствие чего чувствовал дополнительную ответственность. Тем не менее, по мнению режиссёра, подборка песен к сиквелу оказалась даже лучше, чем у оригинала. В июне 2015 года Ганн заявил, что все песни для Awesome Mix Vol. 2 были выбраны и встроены в сценарий. Один из самых захватывающим моментом для Ганна при выборе песен для альбома «было понимание того, что группы, которые, возможно, были забыты, внезапно станут темой для разговоров». Ганн хотел включить в фильму песню «She’s Gone» группы Hall & Oates, назвав её «одной из величайших когда-либо написанных поп-песен», но не смог найти для него места, как и в случае с песней «Teenage Lament '74» Элиса Купера. В январе 2016 года Ганн заявил, что он выбрал дополнительную песню Дэвида Боуи для появления в фильме (после того, как в первом фильме прозвучала «Moonage Daydream»), но вырезал исходную сцену, в которой она должна была прозвучать. Включение сделало бы Боуи единственным артистом, который будет представлен в обоих микстейпах. Однако после смерти Боуи Ганн надеялся найти способ включить выбранную песню где-нибудь ещё в фильме как «честный и подходящий» способ почтить его память, поскольку Боуи был одним из кумиров Ганна. Песня «For Once in My Life» Стиви Уандера также рассматривалась для включения в фильм. Ганн назвал The Awesome Mix Vol. 2 «более разнообразный», чем сборник к первой части, с «некоторыми действительно невероятно известными песнями, а также с некоторыми песнями, которые люди никогда не слышали».
6 августа 2017 года Marvel выпустила видеоклип на оригинальную песню «Guardians Inferno» в исполнении The Sneepers с участием Дэвида Хассельхоффа. Это должно было способствовать выпуску фильма на домашних меди. Видео в стиле 1970-х было снято Дэвидом Яровески, в нём Хассельхофф снялся вместе с Джеймсом Ганном, Крисом Прэттом, Зои Салданой, Дэйвом Батистой, Пом Клементьефф, Карен Гиллан, Майклом Рукером и Шоном Ганном. В клипе также эпизодически появляются Стэн Ли и Гильермо Родригес.

## Стражи Галактики. Часть 2: Улётный микс, часть 2 (оригинальный саундтрек)

### Трек-лист
| №                   | Название                      | Автор(ы)                                                                | Артист(-ы)                                  | Длительность |
| ------------------- | ----------------------------- | ----------------------------------------------------------------------- | ------------------------------------------- | ------------ |
| 1.                  | «Mr. Blue Sky»                | Джефф Линн                                                              | Electric Light Orchestra                    | 5:03         |
| 2.                  | «Fox on the Run»              | Брайан Коннолли Стив Прист Энди Скотт Мик Такер                         | The Sweet                                   | 3:25         |
| 3.                  | «Lake Shore Drive»            | Скип Хейнс                                                              | Aliotta Haynes Jeremiah                     | 3:49         |
| 4.                  | «The Chain»                   | Линдси Бакингем Мик Флитвуд Кристин Макви Джон Макви [англ.] Стиви Никс | Fleetwood Mac                               | 4:27         |
| 5.                  | «Bring It On Home to Me»      | Сэм Кук                                                                 | Сэм Кук                                     | 2:43         |
| 6.                  | «Southern Nights»             | Аллен Туссейн                                                           | Глен Кэмпбелл                               | 2:57         |
| 7.                  | «My Sweet Lord»               | Джордж Харрисон                                                         | Джордж Харрисон                             | 4:37         |
| 8.                  | «Brandy (You’re a Fine Girl)» | Эллиот Лури                                                             | Looking Glass                               | 3:03         |
| 9.                  | «Come a Little Bit Closer»    | Томми Бойс, Бобби Харт [англ.] Уэс Фаррелл [англ.]                      | Jay & the Americans                         | 2:46         |
| 10.                 | «Wham Bam Shang-A-Lang»       | Рик Гайлс                                                               | Silver                                      | 3:32         |
| 11.                 | «Surrender»                   | Рик Нильсен                                                             | Cheap Trick                                 | 4:14         |
| 12.                 | «Father and Son»              | Кэт Стивенс                                                             | Кэт Стивенс                                 | 3:39         |
| 13.                 | «Flash Light»                 | Джордж Клинтон Бутси Коллинз [англ.] Берни Уоррелл [англ.]              | Parliament                                  | 4:28         |
| 14.                 | «Guardians Inferno»           | Джеймс Ганн Тайлер Бейтс                                                | The Sneepers с участием Дэвида Хассельхоффа | 3:16         |
| Общая длительность: | Общая длительность:           | Общая длительность:                                                     | Общая длительность:                         | 51:59        |

Все песни, за исключением «Fox on the Run», которая звучит в трейлере, представлены в фильме. Также в фильме была представлена песня «Un Deye Gon Hayd (The Unloved Song)» Джимми Урина, она был написана для фильма и прозвучала во время сцены в Контраксии.

### Коммерческое исполнение
Альбом дебютировал на восьмой строчке в чарте Billboard 200 с 34 000 копиями, проданными за первую неделюв. Позже он занял четвёртое место, достигнув 87 000 единиц. По итогам 2017 года Guardians of the Galaxy: Awesome Mix Vol. 2 стал восьмым самым продаваемым альбомом страны с тиражом 600 000 копий и получил золотой сертификат Американской ассоциации звукозаписывающих компаний (RIAA). Это также был самый продаваемый альбом на кассетах в США в 2017 году, было продано 19 000 копий.

### Чарты
| Чарт (2017)                       | Пиковая позиция |
| --------------------------------- | --------------- |
| Австралия (ARIA)                  | 2               |
| Австрия (Ö3 Austria)              | 3               |
| Бельгия/Фландрия (Ultratop)       | 13              |
| Бельгия/Валлония (Ultratop)       | 20              |
| Канада (Canadian Albums Chart)    | 6               |
| Нидерланды (Album Top 100)        | 44              |
| Франция (SNEP)                    | 24              |
| Германия (Offizielle Top 100)     | 6               |
| Венгрия (MAHASZ)                  | 32              |
| Италия (Classifica album)         | 3               |
| Мексика (Top 100 Mexico)          | 8               |
| Новая Зеландия (RMNZ)             | 4               |
| Испания (PROMUSICAE)              | 7               |
| Швейцария (Schweizer Hitparade)   | 9               |
| США (Billboard Soundtrack Albums) | 1               |

| Чарт (2017)                        | Позиция |
| ---------------------------------- | ------- |
| Australian Albums (ARIA)           | 9       |
| Austrian Albums (Ö3 Austria)       | 34      |
| Belgian Albums (Ultratop Flanders) | 172     |
| Belgian Albums (Ultratop Wallonia) | 195     |
| German Albums (Offizielle Top 100) | 62      |
| Mexican Albums (AMPROFON)          | 64      |
| New Zealand Albums (RMNZ)          | 42      |
| US Billboard 200                   | 43      |
| US Soundtrack Albums (Billboard)   | 4       |
| Чарт (2018)                        | Позиция |
| Australian Albums (ARIA)           | 43      |
| Austrian Albums (Ö3 Austria)       | 72      |
| US Soundtrack Albums (Billboard)   | 14      |

### Сертификации
| Регион | Сертификация | Продажи   |
| --- | ------------ | --------- |
| Австралия (ARIA) | Золотой      | 35 000^   |
| Канада (Music Canada) | Платиновый   | 80 000    |
| Франция (SNEP) | Золотой      | 50 000    |
| Великобритания (BPI) | Золотой      | 100 000   |
| США (RIAA) | Платиновый   | 1 000 000 |
| ^ Данные о тиражах приведены только на основе сертификации. · Данные о продажах + прослушиваниях приведены только на основе сертификации. |              |           |

### Награда
| Года | Премия                 | Категория        | Результат | Прим.  |
| ---- | ---------------------- | ---------------- | --------- | ------ |
| 2018 | Billboard Music Awards | Лучший саундтрек | Номинация | [ 53 ] |

## Стражи Галактики. Часть 2 (оригинальный саундтрек)

### Трек-лист
Вся музыка написана Тайлером Бэйтсом.
| №                   | Название                          | Длительность |
| ------------------- | --------------------------------- | ------------ |
| 1.                  | «Showtime a-Holes»                | 1:27         |
| 2.                  | «vs the Abilisk»                  | 2:35         |
| 3.                  | «The Mantis Touch»                | 1:53         |
| 4.                  | «Space Chase»                     | 3:20         |
| 5.                  | «Family History»                  | 3:48         |
| 6.                  | «Groot Expectations»              | 1:57         |
| 7.                  | «Mammalian Bodies»                | 1:50         |
| 8.                  | «Starhawk»                        | 1:49         |
| 9.                  | «Two-Time-Galaxy Savers»          | 3:01         |
| 10.                 | «I Know Who You Are»              | 4:20         |
| 11.                 | «Ego»                             | 2:47         |
| 12.                 | «Kraglin and Drax»                | 1:34         |
| 13.                 | «The Expansion»                   | 1:05         |
| 14.                 | «Mary Poppins and the Rat»        | 3:07         |
| 15.                 | «Gods»                            | 1:28         |
| 16.                 | «Dad»                             | 2:28         |
| 17.                 | «A Total Hasselhoff»              | 2:01         |
| 18.                 | «Sisters»                         | 2:05         |
| 19.                 | «Guardians of the Frickin Galaxy» | 0:59         |
| Общая длительность: | Общая длительность:               | 43:34        |

### Чарты
| Charts (2017)                       | Peak position |
| ----------------------------------- | ------------- |
| UK Official Soundtracks Album Chart | 46            |